# Taeniophora rubrosignata
Taeniophora rubrosignata är en insektsart som beskrevs av Marius Descamps och David M. Rowell 1984. Taeniophora rubrosignata ingår i släktet Taeniophora och familjen Romaleidae. Inga underarter finns listade i Catalogue of Life.